# GSC5847-1556
GSC5847-1556 — хімічно пекулярна зоря спектрального класу A2, що має видиму зоряну величину в
смузі V приблизно 10.5.
Вона  розташована на відстані близько 1009.8 світлових років від Сонця.